# Richard Martin Werner

Richard Martin Werner in seinem Atelier in Offenbach 1936

Richard Martin Werner (* 21. Januar 1903 in Offenbach am Main; † 2. Oktober 1949 in Oberursel) war ein deutscher Bildhauer.

## Leben
Werner war ein Sohn des Drehers Adam Werner und der Maria Keller. Er war mit der Malerin und Kunstlehrerin Gerda Jo Werner verheiratet.
Von 1920 bis 1923 studierte Werner an der Städelschule in Frankfurt am Main. Von 1924 bis 1929 war er ein Schüler von Richard Scheibe. 1929 erhielt Werner ein Stipendium der Villa Massimo in Rom. Anschließend war er als freier Bildhauer in Offenbach, Frankfurt und (seit 1937) in Oberursel im Taunus tätig. Nach 1933 schuf Werner hauptsächlich Akte und Bildnisse (z. B. von Franz Liszt und Ricarda Huch). Er strebte bei seinen Werken nach einfacher, großer Form im Sinne der Antike. Mehrfach stellte er auf der Großen Deutschen Kunstausstellung (1937–1944 in München) aus, bevor er Kriegsteilnehmer wurde. Seit 1945 war Werner Mitglied der Darmstädter Sezession und 1948 Mitbegründer des Künstlerbundes Taunus in Bad Homburg. In Biedenkopf leitete er eine Bildhauerklasse an der dortigen Kreisberufsschule.

## Werk

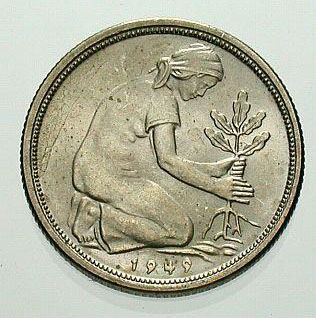
Baumpflanzerin (1949)

Werners bekanntestes Kunstwerk ist die Baumpflanzerin. Es stellt eine kniende Frau dar, die einen Eichen-Setzling pflanzt. Werner erstellte das Werk 1949 im Nachgang der Währungsreform 1948 als Entwurf für ein Gips-Modell, das als Rückseite der 50-Pfennig-Münze der jungen Bundesrepublik Deutschland zur Anwendung kam. Für Werner war das 50-Pfennig-Stück der letzte große Auftrag. Bis er im Oktober 1949 starb, hatte der Künstler keine der Münzen in der Hand gehalten, die nach seinem Entwurf geprägt wurden. Auftraggeber war die Bank deutscher Länder. Erst 1987 wurde bekannt, dass seine Ehefrau Gerda Jo Werner ihm dazu Modell stand.
Weitere Werke sind Skulpturen und Büsten:
- 1928: Porträt des Bildhauers Richard Scheibe – Büste in Bronze mit brauner Patina. Werner bezeichnete seinen Lehrer Richard Scheibe als Freund.[9]
- Um 1929/1930: Stehende – Skulptur in Bronze mit schwarz-grüner Patina
- 1931: Stehender weiblicher Akt – Skulptur in Gips, lackiert
- 1934: Mädchenkopf – Büste in Bronze
- 1936: Kniende mit ausgebreiteten Armen – Skulptur in Bronze
- 1936: Die Sinnende – Skulptur in Porzellan
- 1938: Die Läuferin am Start - Skulptur in Bronze (zu sehen am Eingang zum Frankfurter Waldstadion)
- 1940: Stehendes Mädchen – Skulptur in Bronze mit brauner Patina
- Undatiert: Knieende – Skulptur in Bronze
- Undatiert: Eingangsrelief Eingang Finanzamt Frankfurt-Höchst

Gemeinsames Merkmal der Werke (sowohl der Baumpflanzerin als auch der Skulpturen und Büsten) ist die Darstellung menschlicher (überwiegend weiblicher) Körper.

## Auszeichnungen
Das Internationale Olympische Komitee zeichnet ihn 1936, im Jahr der Olympischen Sommerspiele in Berlin, für ein Relief des Baron de Coubertin aus.